# Koenigsegg CCGT
La Koenigsegg CCGT est une voiture de course produite par Koenigsegg en Suède. Présentée au salon international de l'automobile de Genève en 2007, elle est issue de la Koenigsegg CCX, modèle homologué pour la route. Un seul exemplaire a été construit.

## Description

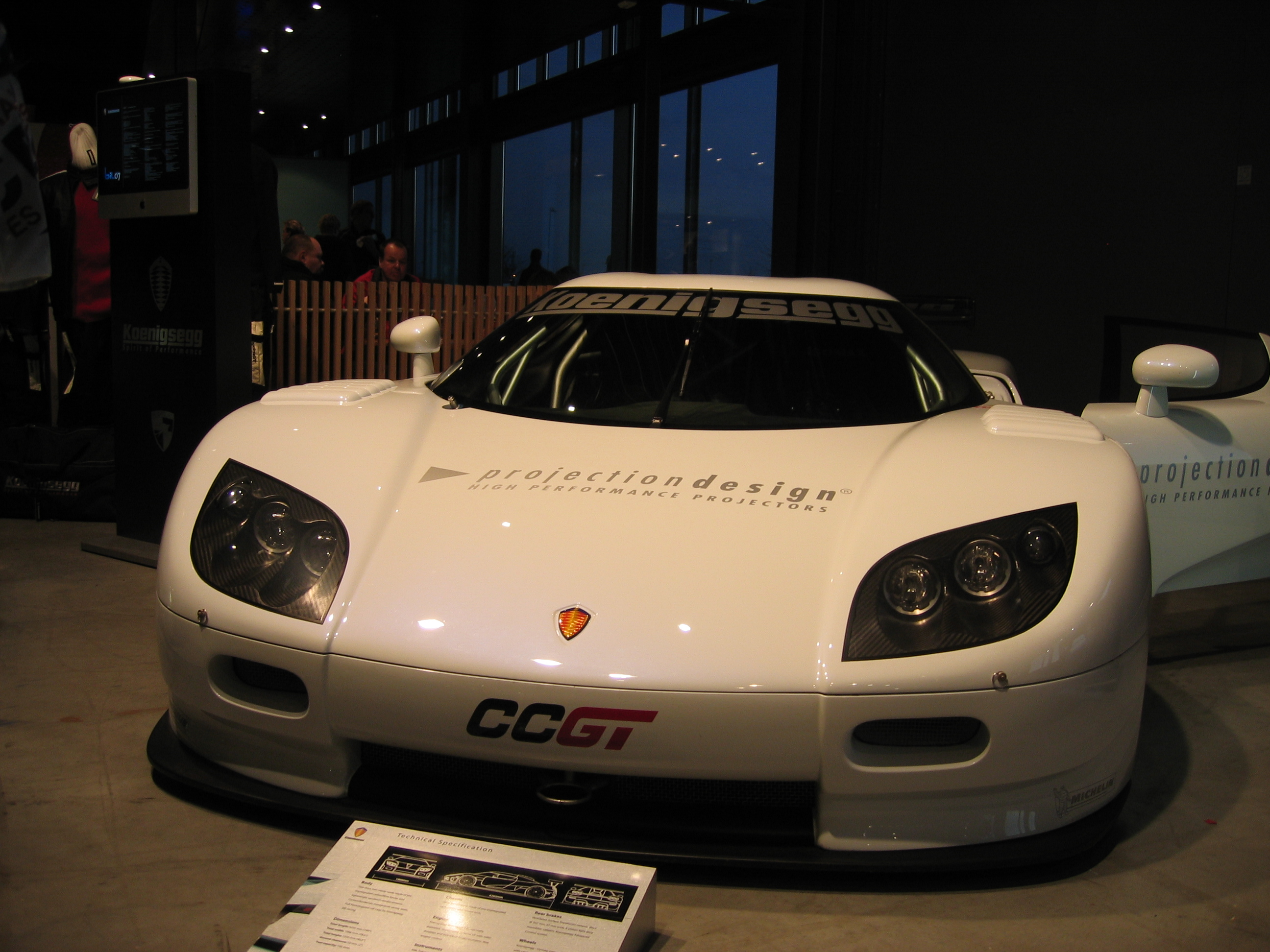
Koenigsegg CCGT en 2007.

La Koenigsegg CCGT est présentée en 2007 ; elle est issue de la Koenigsegg CCX. Un seul exemplaire, réservé à l'usage sur circuit automobile, a été construit.
La Koenigsegg CCGT est conçue pour répondre aux exigences du règlement GT1 du championnat FIA GT et de l'Automobile Club de l'Ouest, organisateur des 24 Heures du Mans. Son poids est ramené au minimum admis de 1 100 kg et son moteur, développant les 600 ch réglementaires, est basé sur le V8 de la CCX dépourvu de ses compresseurs ; la cylindrée est portée à 5 L.
Alors que la voiture est sur le point d'être terminée, le règlement GT1 est modifié et impose la construction de 350 voitures par an pour prétendre à un engagement en compétition, éliminant de fait la CCGT.